# Curva dei rendimenti
La curva dei rendimenti o struttura a termine dei tassi di interesse è la relazione che lega i rendimenti dei titoli con la loro maturità (data di scadenza). 

## Caratteristiche
Ogni titolo è caratterizzato da una maturità (o termine), cioè il periodo di tempo durante il quale il titolo promette di effettuare pagamenti al possessore. Titoli con maturità diverse sono caratterizzati da determinati prezzi e rendimenti a scadenza diversi. Osservando in un dato istante il legame tra termine e rendimento è possibile tracciare la curva dei rendimenti.
L'inclinazione della curva è influenzata dalle aspettative sull'andamento dei futuri tassi di interesse a breve. Se la curva è inclinata negativamente i mercati attendono una riduzione dei tassi a breve. Aspettative di un rialzo dei tassi sono associati ad un andamento crescente della curva. Dalla struttura a termine è possibile derivare la Curva dei tassi forward.
La struttura a termine futura o parti della stessa possono fungere da sottostante per ulteriori titoli, chiamati derivati. Esempi di tali titoli sono le swaption, che sono opzioni sulla realizzazione futura di alcuni tassi legati alla struttura a termine futura.